# Pseudolarus guaranticus
Pseudolarus guaranticus — викопний вид віялохвостих птахів, що існував в олігоцені у Південній Америці. Описаний у 1899 році аргентинським палеонтологом Флорентино Амегіно по викопних рештках, що знайдені у відкладеннях формації Дезеадо у Патагонії. Існує припущення, що птах належить до родини фороракосових.